# Brinkbäcken
Brinkbäcken är ett vattendrag i Grödinge socken i Botkyrka kommun, Södermanland som ingår i Kagghamraåns sjösystem. En del av sträckan rinner bäcken genom Brinkbäckens naturreservat med kommunens största naturliga vattenfall och en  djup bäckravin.

## Beskrivning
Brinkbäckens västra del utgör ett mycket åskådligt exempel på hur en bäckravin bildas. Rinnande vatten har under århundradens lopp grävt sig allt djupare i landskapet och bildat en V-formad ravin, som på sina ställen är över 50 meter djup. En del av Brinkbäckens dalgång med angränsande skog är sedan 1993 ett naturreservat och ett Natura 2000-område. Reservatet är cirka 1,7 kilometer långt och omfattar en area av 15 hektar. Skogen i dalgången består av naturskogsartad äldre blandskog med höga naturvärden och sällsynta mossarter. I västra delen är det svårt att ta sig ner i den branta ravinen, men österut är den inte lika brant och här ligger även Botkyrka kommuns största naturliga vattenfall.

## Bilder

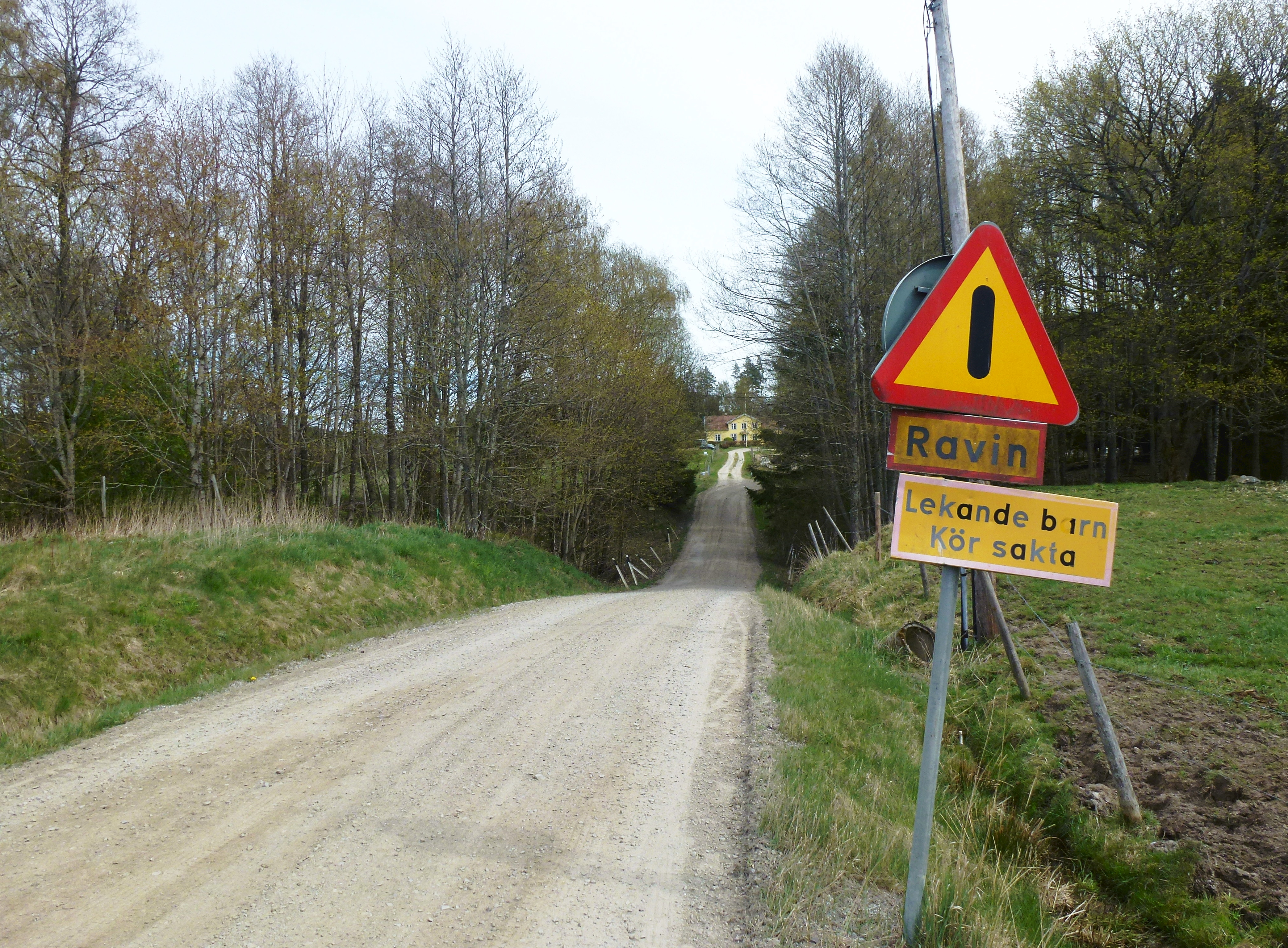
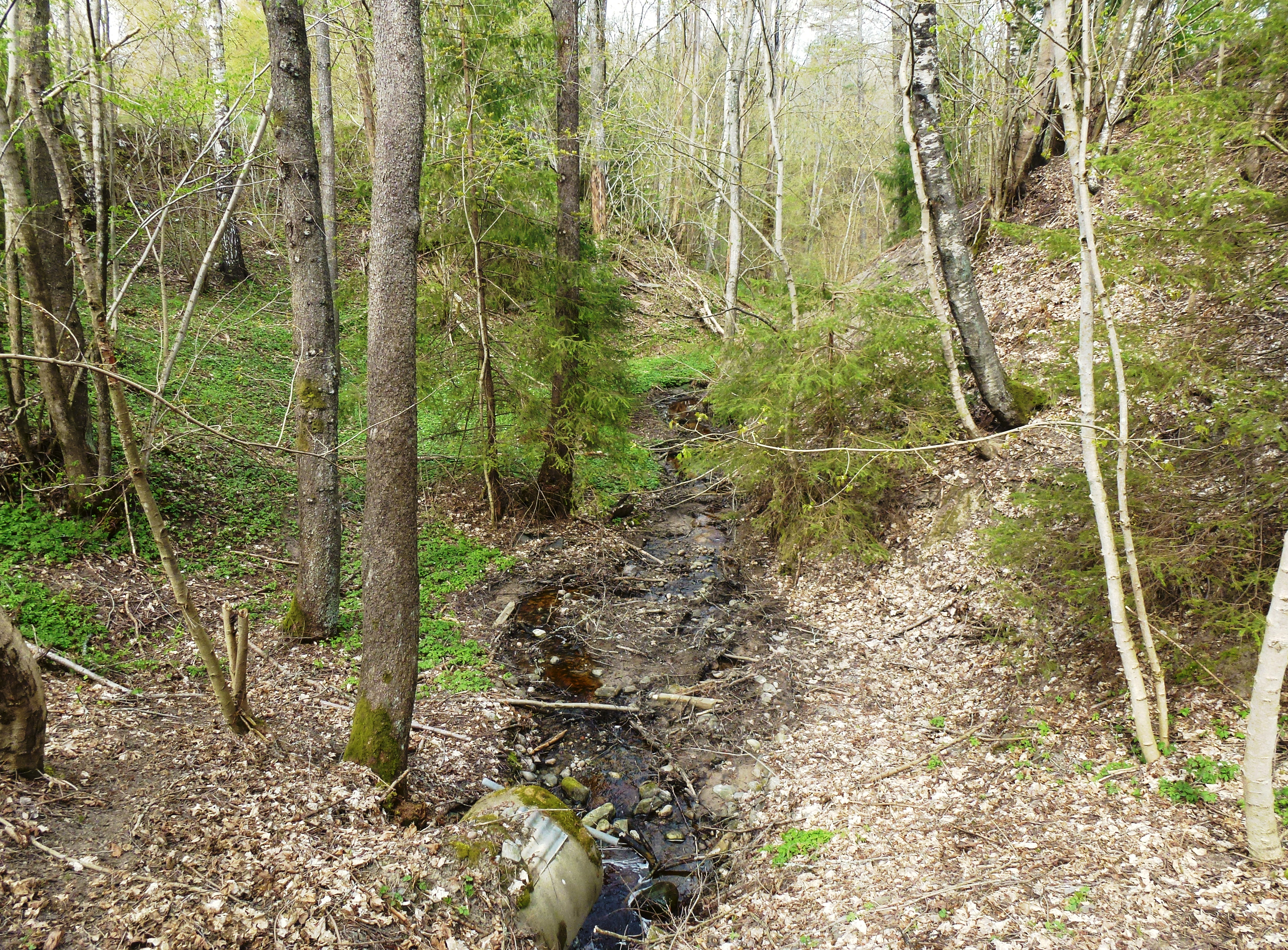

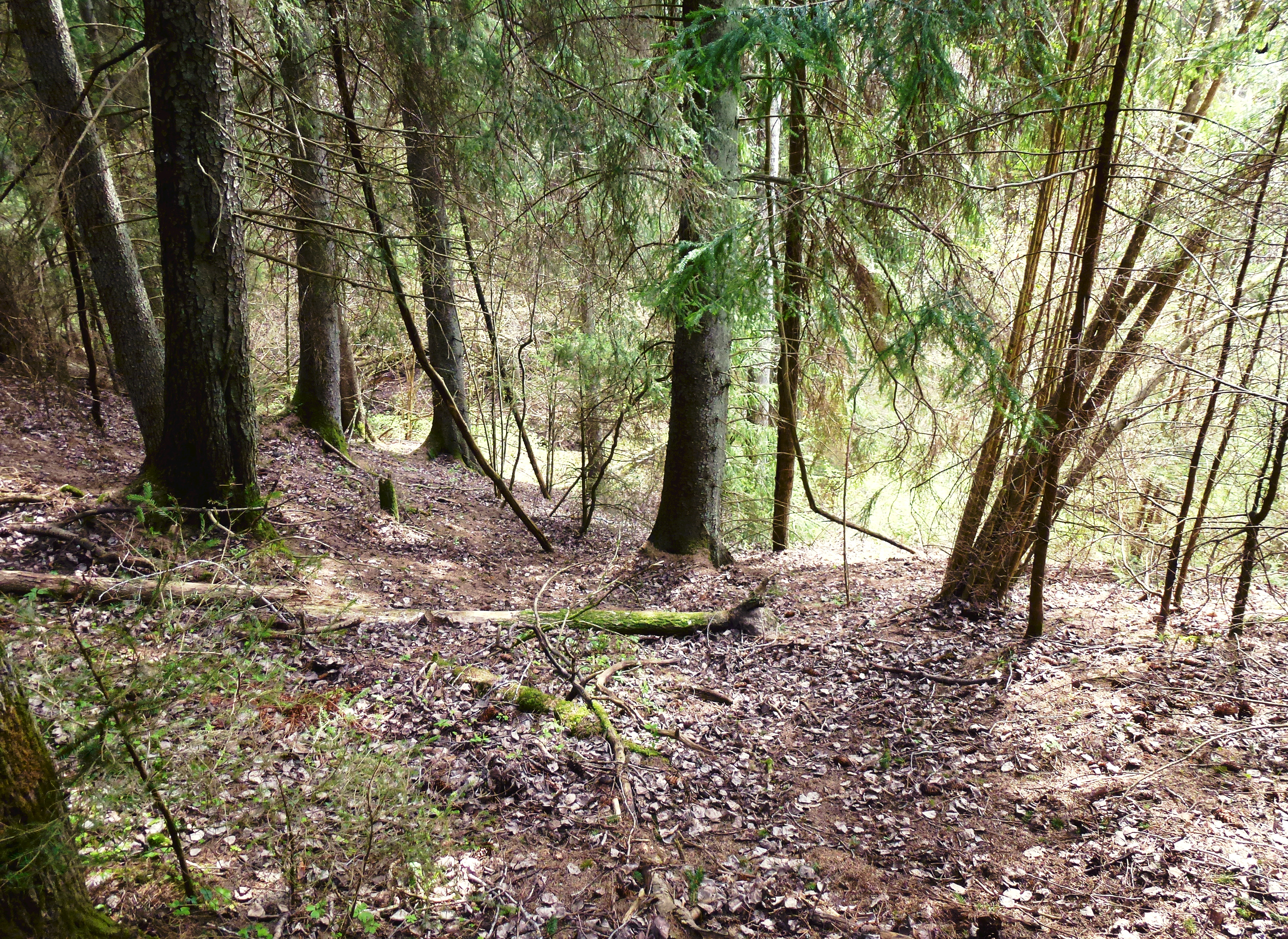
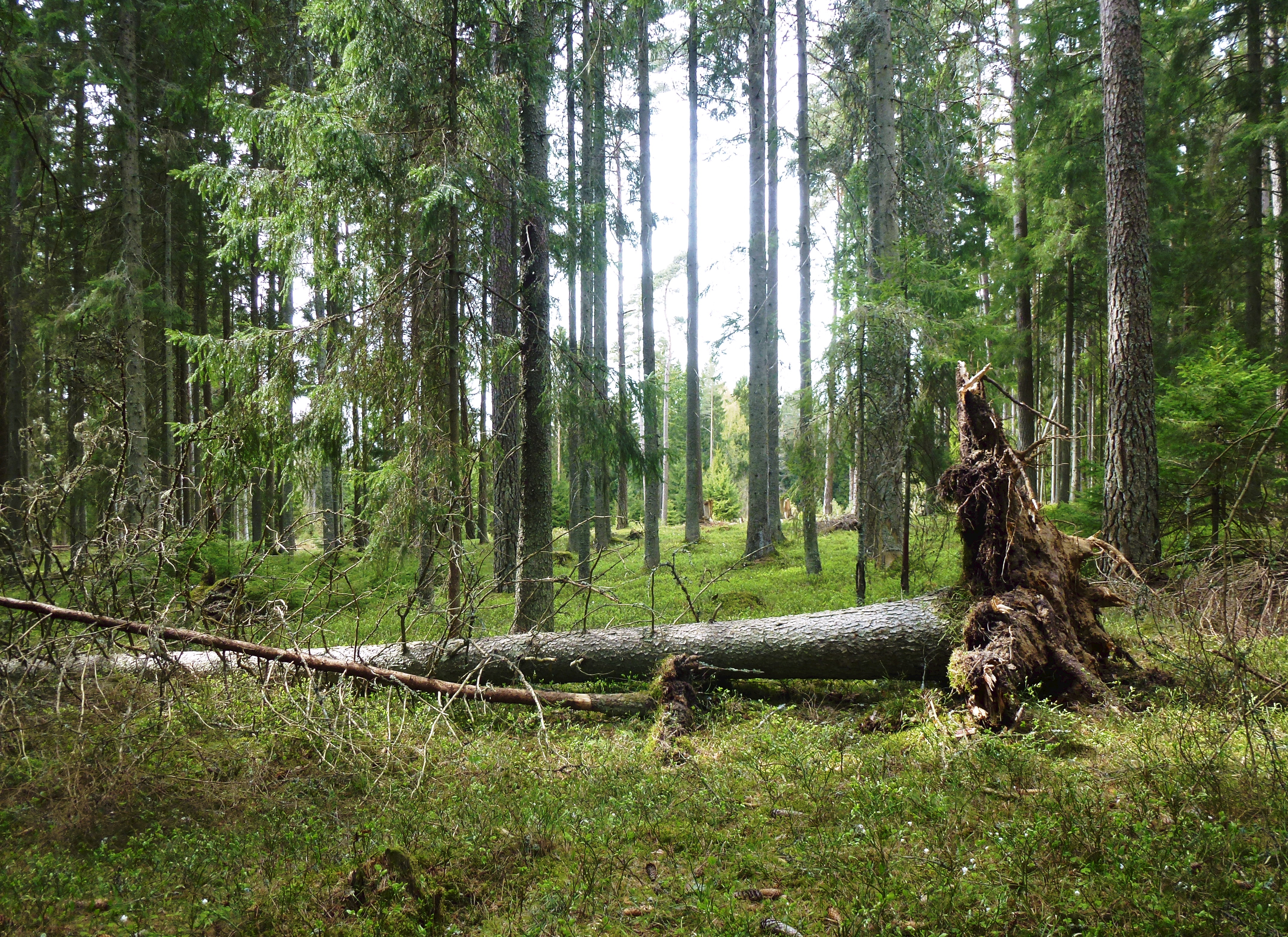